# Австралийская торговая комиссия
Австралийская торговая комиссия является австралийским правительственным агентством по торговле и инвестиционному развитию с законными полномочиями от Министерства иностранных дел Австралии, с офисами в зарубежных посольствах, консульствах и представительствах в некоторых других местах.

## Услуги
Austrade консультирует экспортеров на перспективных рынках и возможностях, поддержку в целевых странах, торговых выставках, а также помощь в поиске потенциальных инвесторов. Она является спонсором общественных услуг образования, особенно в области подготовки учителей о международной торговле и по смежным темам. Плата за консультации не взимается, исключения могут составлять некоторые другие особые консультации.

## Экспортные гранты на развитие рынка
Экспортные гранты направлены на стимулирование малого и среднего бизнеса по развитию экспортных рынков Австралии. Гранты позволяют предприятиям компенсировать часть маркетинговых расходов при экспорте. Схема поддерживает широкий спектр отраслей и продукции, в том числе въездной туризм и экспорт интеллектуальной собственности.

## Управление
Основанная согласно Закону об Австралийской торговой комиссии 1985 года, Austrade до 30 июня 2006 года управлялась Советом директоров. В результате реформы в июне 2003 года совет директоров был заменен с 1 июля 2006 года главным исполнительным директором (CEO), который подчиняется непосредственно министру торговли.